# Rahmah bin Jabir al-Jalahimah
Rahmah bin Jabir al-Jalahimah (en arabe : رحمة بن جابر بن عتبة الجلهمي أو الجلاهمة), né en 1760 ? et mort en 1826, est un notable et pirate du golfe Persique. Son prénom signifie pitié en arabe.

## Biographie
Il commence par former une alliance avec le premier royaume saoudien, et construit le fort de Dammam en 1809. En 1816, il s'allie avec les dirigeants de Mascate (Oman), délaissant les Saoudiens, ce qui ne manque pas de créer des tensions. Par vengeance, ils détruisent le fort de Dammam, forçant Rahmah à partir pour Khor Hasan au Qatar. Il attaque alors les convois de la tribu al-Utoob (العتوب sa propre tribu avec laquelle il est en conflit), les convois en provenance du royaume de Bahreïn ainsi que tous les convois de la famille Al Khalifah, régnant sur le royaume depuis quarante ans. Il se forge ainsi une réputation de bandit violent et sans peur.
Il meurt à bord de son navire, le al-Ghatroushah, au cours d'une bataille navale : il incendie les tonneaux de poudre et attend l'explosion avec son fils, préférant mourir plutôt que d'être capturé.